# 5 000 mètres masculin aux championnats du monde d'athlétisme 2015
Pour un article plus général, voir Championnats du monde d'athlétisme 2015.
Navigation
Moscou 2013 Londres 2017
L'épreuve du 5 000 mètres masculin des championnats du monde de 2015 s'est déroulée les 26 et 29 août 2015 dans le stade national de Pékin, le stade olympique de Pékin, en Chine. Elle est remportée par le Britannique Mohamed Farah qui signe son troisième titre consécutif dans cette discipline.

## Résultats

### Finale
| Rang               | Athlète             | Nationalité | Temps          | Notes |
| ------------------ | ------------------- | ----------- | -------------- | ----- |
| Médaille d'or      | Mo Farah            | Royaume-Uni | 13 min 50 s 38 |       |
| Médaille d'argent  | Caleb Ndiku         | Kenya       | 13 min 51 s 75 |       |
| Médaille de bronze | Hagos Gebrhiwet     | Éthiopie    | 13 min 51 s 86 |       |
| 4                  | Yomif Kejelcha      | Éthiopie    | 13 min 52 s 43 |       |
| 5                  | Galen Rupp          | États-Unis  | 13 min 53 s 90 |       |
| 6                  | Ben True            | États-Unis  | 13 min 54 s 07 |       |
| 7                  | Ryan Hill           | États-Unis  | 13 min 55 s 10 |       |
| 8                  | Isiah Koech         | Kenya       | 13 min 55 s 98 |       |
| 9                  | Ali Kaya            | Turquie     | 13 min 56 s 51 |       |
| 10                 | Edwin Soi           | Kenya       | 13 min 59 s 02 |       |
| 11                 | Albert Kibichii Rop | Bahreïn     | 14 min 00 s 12 |       |
| 12                 | Mohammed Ahmed      | Canada      | 14 min 00 s 38 |       |
| 13                 | Imane Merga         | Éthiopie    | 14 min 01 s 60 |       |
| 14                 | Richard Ringer      | Allemagne   | 14 min 03 s 72 |       |
| 15                 | Tom Farrell         | Royaume-Uni | 14 min 08 s 87 |       |

### Séries
Qualification : les 5 premiers de chaque série (Q) et les cinq meilleurs temps (q) se qualifient pour la finale.
| Rang | Série | Nom                    | Nationalité | Temps          | Notes |
| ---- | ----- | ---------------------- | ----------- | -------------- | ----- |
| 1    | 2     | Yomif Kejelcha         | Éthiopie    | 13 min 19 s 38 | Q     |
| 2    | 2     | Mo Farah               | Royaume-Uni | 13 min 19 s 44 | Q     |
| 3    | 2     | Mohammed Ahmed         | Canada      | 13 min 19 s 58 | Q, SB |
| 4    | 2     | Caleb Mwangangi Ndiku  | Kenya       | 13 min 19 s 58 | Q, SB |
| 5    | 2     | Albert Kibichii Rop    | Bahreïn     | 13 min 19 s 61 | Q     |
| 6    | 2     | Ryan Hill              | États-Unis  | 13 min 19 s 67 | q     |
| 7    | 2     | Richard Ringer         | Allemagne   | 13 min 19 s 84 | q     |
| 8    | 2     | Galen Rupp             | États-Unis  | 13 min 20 s 78 | q     |
| 9    | 2     | Ali Kaya               | Turquie     | 13 min 21 s 46 | q     |
| 10   | 2     | Isiah Koech            | Kenya       | 13 min 23 s 51 | q     |
| 11   | 2     | Aron Kifle             | Érythrée    | 13 min 25 s 85 |       |
| 12   | 2     | Phillip Kipyeko        | Ouganda     | 13 min 26 s 20 |       |
| 13   | 2     | Illias Fifa            | Espagne     | 13 min 28 s 29 |       |
| 14   | 2     | Hayle Ibrahimov        | Azerbaïdjan | 13 min 28 s 77 |       |
| 15   | 2     | Collis Birmingham      | Australie   | 13 min 34 s 58 |       |
| 16   | 1     | Hagos Gebrhiwet        | Éthiopie    | 13 min 45 s 00 | Q     |
| 17   | 1     | Ben True               | États-Unis  | 13 min 45 s 09 | Q     |
| 18   | 1     | Edwin Soi              | Kenya       | 13 min 45 s 28 | Q     |
| 19   | 1     | Tom Farrell            | Royaume-Uni | 13 min 45 s 29 | Q     |
| 20   | 1     | Imane Merga            | Éthiopie    | 13 min 45 s 41 | Q     |
| 21   | 1     | Abrar Osman            | Érythrée    | 13 min 45 s 55 |       |
| 22   | 1     | Suguru Osako           | Japon       | 13 min 45 s 82 |       |
| 23   | 1     | Emmanuel Kipsang       | Kenya       | 13 min 46 s 43 |       |
| 24   | 1     | Cameron Levins         | Canada      | 13 min 48 s 72 |       |
| 25   | 1     | Brett Robinson         | Australie   | 13 min 49 s 63 |       |
| 26   | 2     | Jesús España           | Espagne     | 13 min 51 s 47 |       |
| 27   | 1     | Alemayehu Bezabeh      | Espagne     | 13 min 54 s 13 |       |
| 28   | 1     | Dennis Licht           | Pays-Bas    | 13 min 57 s 61 |       |
| 29   | 1     | Othmane El Goumri      | Maroc       | 13 min 58 s 06 |       |
| 30   | 1     | Sindre Buraas          | Norvège     | 13 min 59 s 07 |       |
| 31   | 1     | Kemoy Campbell         | Jamaïque    | 14 min 00 s 55 |       |
| 32   | 2     | Kota Murayama          | Japon       | 14 min 07 s 11 |       |
| 33   | 1     | Aweke Ayalew           | Bahreïn     | 14 min 07 s 18 |       |
| 34   | 2     | Duo Bujie              | Chine       | 14 min 07 s 35 |       |
| 35   | 1     | Felicien Muhitira      | Rwanda      | 14 min 11 s 12 | PB    |
| 36   | 1     | Víctor Aravena         | Chili       | 14 min 29 s 34 |       |
| 37   | 1     | Stuart Banda           | Malawi      | 14 min 49 s 31 | PB    |
| 38   | 2     | Suleiman Abdille Borai | Somalie     | 15 min 26 s 65 | PB    |
| 39   | 2     | Abdullah Al-Qwabani    | Yémen       | 16 min 02 s 55 | PB    |
|      | 2     | Younes Essalhi         | Maroc       | DNF            |       |
|      | 1     | Bashir Abdi            | Belgique    | DNS            |       |

### Légende
Records et Performances
- AR : Record continental (area record)
- CR : Record des championnats (championship record)
- MR : Record du meeting (meet record)
- NR : Record national (national record)
- OR : Record olympique (olympic record)
- PR : Record paralympique (paralympic record)
- PB : Record personnel (personal best)
- SB : Meilleure performance personnelle de la saison (season's best)
- WL : Meilleure performance mondiale de l'année (world leader)
- WJR : Record du monde junior (world junior record)
- WR : Record du monde (world record)

Circonstances et Conditions
- DNF : N'a pas terminé (did not finish)
- DNS : N'a pas pris le départ (did not start)
- DQ : Disqualification (disqualification)
- NM : Aucun essai valable enregistré (No Mark)
- Q : Qualifié « directement » au prochain tour (ou à la prochaine compétition), lors d'une compétition majeure, grâce au classement ou à la réalisation des minima (automatic qualifier)
- q : Qualifié au prochain tour (ou à la prochaine compétition), lors d'une compétition majeure, grâce au repêchage ou à la réalisation de l'une des meilleures performances parmi celles des « non qualifiés directement » (grâce au meilleur temps ou à la meilleure distance par exemple) (secondary qualifier)